# Sidusa inconspicua
Sidusa inconspicua là một loài nhện trong họ Salticidae.
Loài này thuộc chi Sidusa. Sidusa inconspicua được Elizabeth Bangs Bryant miêu tả năm 1940.